# Eurytoma parva
Eurytoma parva är en stekelart som beskrevs av Phillips 1918. Eurytoma parva ingår i släktet Eurytoma och familjen kragglanssteklar. Inga underarter finns listade i Catalogue of Life.